# Ötszörös skapuláré
Az ötszörös skapuláré vagy redemptorista skapuláré a katolikus egyház öt legnépszerűbb skapuláréjából álló szentelmény: a barna skapuláré, a kék skapuláré, a fekete skapuláré, a vörös skapuláré és a fehér skapuláré alkotja.

## Az ötszörös skapuláré története
Az ötszörös skapuláré a négyszeres skapuláréból (barna, fekete, kék és fehér) ered, és redemptorista skapuláré néven is ismert, mivel a redemptorista szerzetesek kaptak először különleges engedélyt a Szentszéktől, hogy megáldják a skapulárékat 1803-ban, és felvegyék a hívőket a testvéri közösségekbe. 1847-ben a vörös, szenvedés skapuláréját a másik négyhez adták, így nyerte el jelenlegi formáját az ötszörös skapuláré. 1886-ban XIII. Leó pápa engedélyt adott a szerzeteseknek az öt skapuláré együttes megáldására és terjesztésére, majd később az egyház kiterjesztette a jogot (hogy megáldja és terjessze az ötszörös skapulárét) minden papra.

## A barna skapuláré

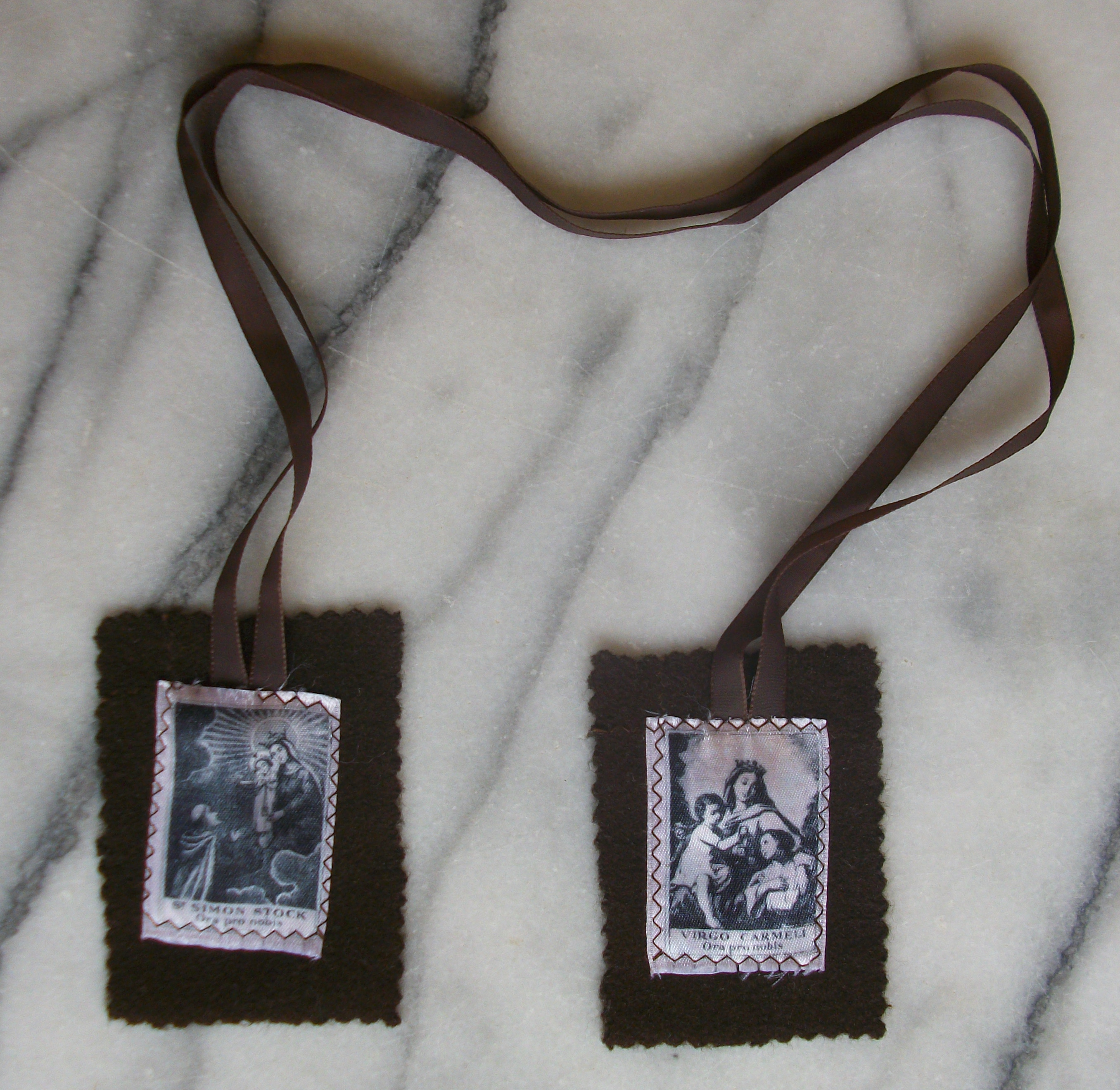
A Kármelhegyi Boldogasszony barna skapuláréja

A barna skapuláré (más néven a Kármelhegyi Boldogasszony barna skapuláréja) a legnépszerűbb skapuláré. Stock Szent Simon a Szűz Máriától kapta azzal az ígérettel, hogy „aki ebben a kegyelmi ruhában hal meg, az megmenekül az örök tűztől”. Az ún. szombati kiváltság pedig XXII. János pápa látomásához kapcsolódik, mely szerint mindaz, aki méltóképpen viseli a skapulárét, a halálát követő első szombaton megszabadul a tisztítótűz fájdalmaitól. Később ezeket az ígéreteket az Egyház kiterjesztette azokra a hívekre is, akik fölveszik és hittel viselik a szent vállruhát.
A barna skapulárét számos pápa dicsérte. A tiszteletreméltó XII. Piusz pápa így nyilatkozott róla: „Nem kis jelentőségű dologról van szó, hanem az örök élet megszerzéséről a Boldogságos Szűz hagyományos ígérete alapján. A legfontosabb vállalkozásról van tehát szó, és ennek elérésének legbiztosabb módjáról.” Fátimában 1917-ben a Szűz Mária barna skapuláréval jelent meg.

## A kék skapuláré

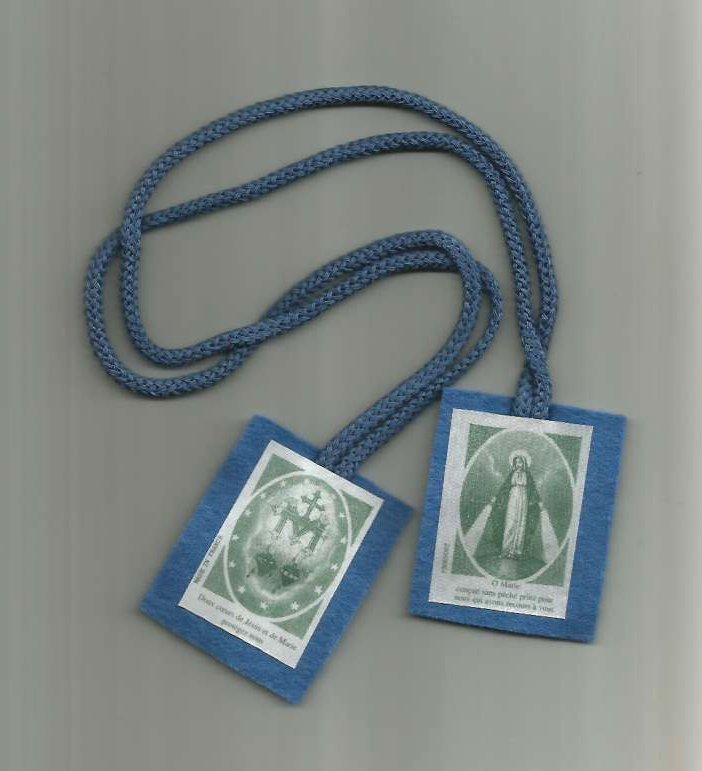
A kék skapuláré

A kék skapuláré (más néven a szeplőtelen fogantatás skapuláréja) a tiszteletreméltó Benincosa Orsolyától, a theatinus szerzetesrend női ágának alapítójától származik. Gazdag ifjú nők egy csoportja Jézus Krisztusnak élve elhagyta vagyonát, hogy Szűz Mária szeplőtelen fogantatását tisztelje.
A legenda szerint 1617-ben, Nápolyban Szűz Mária megjelent Benincosa nővérnek, gyermekét a karjaiban tartva, hófehér ruhában és kék lepelben, hasonlóan öltözött leányokkal teli kórussal körülvéve. Ekkor Jézus kinyilvánította akaratát, hogy a nővér rendjéhez tartozó apácák úgy öltözzenek, mint a látomásban látták, és remetei szabályokat követve éljenek. Jézus megígérte, hogy különleges védelme alatt állnak majd, és bőséggel kapnak különleges kegyelmeket és lelki javakat az ő közbenjárására.
Ezek után Benincosa nővér azzal a kéréssel fordult Jézushoz, hogy ezeket a kegyelmeket terjessze ki a világiakra is, akik a kék skapulárét viselik, és a szeplőtelen Szűzanyának szívből fölajánlják magukat, és az Ő tisztaságáról és szűziességéről elmélkednek. Benincosa nővér látta kérése beteljesülését, ahogyan az angyalok számos skapulárét a kezükben tartva kiterjesztették azokat a világra.
Ezt a kinyilatkoztatást követően a nővér nyomban elkezdte a kék skapulárék készítését, majd pedig megáldatta azokat egy pappal és szétosztotta a hívek között. A hívek viselték ezeket és a tiszteletreméltó Benincosa nővér még halála előtt láthatta, mennyire elterjedt a skapuláré mindenfelé. A skapuláré viselői két fő célt tartanak a szemük előtt: hogy megismertessék a szeplőtelen fogantatást és hogy imádkozzanak azokért, akik a bűn útján járnak.
X. Kelemen pápa 1671-ben hagyta jóvá a skapuláré megáldását és viselését. VI. Piusz pápa 1793. augusztus 7-én egy dekrétumban kihirdette Benincosa nővér kiemelkedően hősies erényit.

## A fekete skapuláré
A fekete skapuláré (más néven a Fájdalmas Szűzanya skapuláréja, vagy a Hétfájdalmú Szűz skapuláréja) a Szervita rendhez kapcsolódik. A rendet 1233-ban alapították firenzei kereskedők Szűz Mária tiszteletére, a 16. századtól lett nagyon elterjedt, számos szentet és boldogot számlál.
A fekete skapuláré IV. Sándor pápának lett kinyilatkoztatva röviddel azután, hogy 1255-ben jóváhagyta a Szervita rendet. A Fájdalmas Szűzanya megígérte, hogy aki megemlékezik az ő fájdalmáról, az halála órájában különleges védelemben részesül.

## A vörös skapuláré

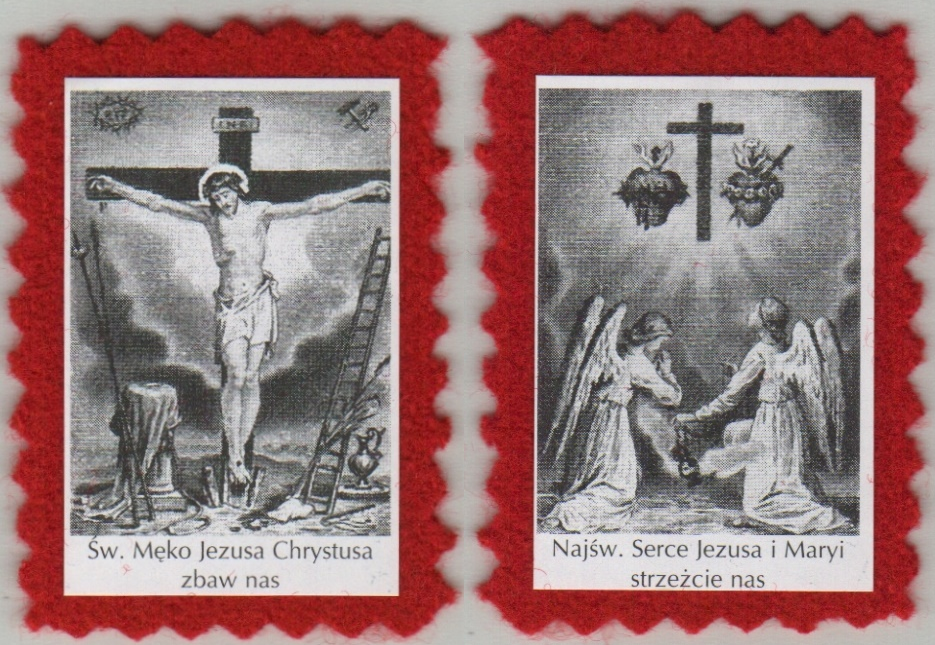
A vörös skapuláré

A vörös skapuláré (más néven Jézus szenvedésének skapuláréja) 1846-ban lett kinyilatkoztatva Apolline Andriveau nővérnek, a Páli Szent Vincéről nevezett Irgalmas Nővérek Rend (Szeretet Leányai Társulata) töredelmes szívű apácájának.
Ahogyan a nővér a rendi elöljárónak nyilatkozta, megjelent neki az Üdvözítő, aki a jobb kezében egy vörös skapulárét tartott, ráfűzve egy azonos színű gyapjú zsinórra. A skapuláré egyik oldalán Jézus volt keresztre feszítve, a kereszt lábánál láthatóak voltak a keresztre feszítéshez használt eszközök. Ezen az oldalon a következő szavak voltak olvashatóak: „Mi Urunk Jézus Krisztusnak szent szenvedése, ments meg minket!” A skapuláré másik oldalán Jézus és Mária szívei voltak megjelenítve, felettük egy kereszt sugárzott, amely a két szívből emelkedik, az ekörül lévő írás a következő szavakat tartalmazta: „Jézus és Mária Szentséges Szívei, védjetek meg minket!”
A nővér felismerte Jézus kívánságát, hogy ezt a skapulárét terjeszteni kell a hívek között, hogy emlékeztesse őket Jézus szenvedésére és az emberek iránt érzett olthatatlan szeretetére. Ez a jelenés többször is megismételődött. Az Úr megígérte, hogy aki minden pénteken viseli a skapulárét, annak nagy növekedést biztosít a három isteni erényben: hitben, reményben és szeretetben. A rendi elöljáró római útja során megosztotta ezt a jelenést boldog IX. Piusz pápával, aki élénk érdeklődést mutatott iránta. 1847. június 25-én a Pápa jóváhagyta ezt a szentelményt és meghatalmazta a papokat, hogy megáldják a skapulárét és feladják a hívekre.
Ennek a skapulárénak kötelezően vörös gyapjúból kell készülnie, és ha zsinóron viselik, akkor annak a zsinórnak is vörös gyapjúból kell lennie.

## A fehér skapuláré

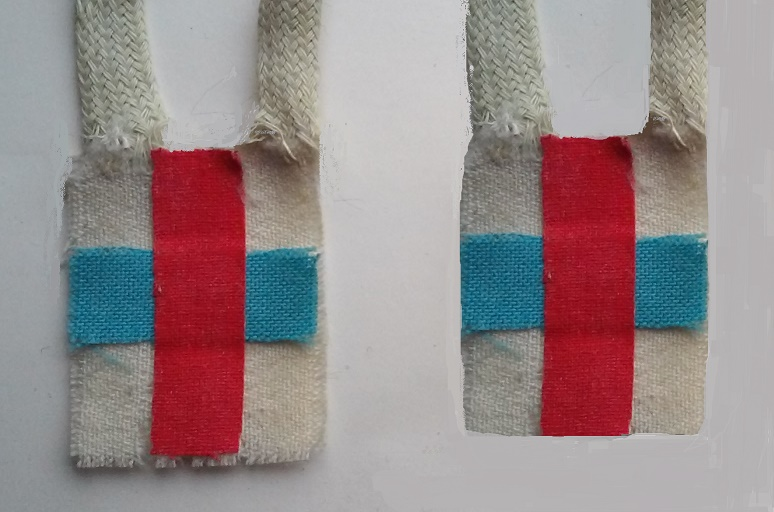
A fehér skapuláré

A fehér skapuláré (a Szentháromság skapuláréjaként is ismert) a Trinitárius rend megszokott viselete, és a rendhez tartozó világi személyek is viselik. Mathai Szent János az első miséje alatt (1193 körül) Krisztust látta két fogoly között. A keresztény fogolynál volt egy bot, a végén vörös és kék színű görög kereszttel (a függőleges keresztfa vörös színű, míg a vízszintes keresztfa kék). Ebből a látomásból megalapította a Trinitárius rendet, amelynek feladata a Szentháromság dicsőítése és a keresztény foglyok és rabszolgák kiváltása a hitetlenek kezéből, akkoriban mindenek előtt a törököktől és a hispániai szaracénoktól. Emellett még betegeket és az utazókat is ápoltak a kórházaikban.
Az újabb időkben a Trinitárius rend különösképpen a következő boldogok és szentek által vált ismeretessé: Szeplőtelen Fogantatásról nevezett Szent János (Juan de la Concepción, 1561–1613) megreformálta a rendet és meghatározta új karitatív céljait, 1975 május 25-én avatta szentté VI. Pál pápa. A rendhez tartozott még boldog Iturrate Zubero Domonkos (1901-1927) és boldog Canori Mora Erzsébet (1774-1825).

## Fordítás
Ez a szócikk részben vagy egészben  a   Fivefold Scapular című angol Wikipédia-szócikk ezen változatának fordításán alapul.  Az eredeti cikk szerkesztőit annak laptörténete sorolja fel. Ez a jelzés csupán a megfogalmazás eredetét és a szerzői jogokat jelzi, nem szolgál a cikkben szereplő információk forrásmegjelöléseként.